# Black Prince
Black Prince (službeno eng. Infantry Tank Black Prince) je bio britanski teški tenk u Drugom svjetskom ratu.
Tvrtka Vauxhall Motors Ltd. je krajem 1943. započela s razvojem poboljšane inačice teškog tenka Churchill u kojeg bi se ugradio 17-pounder top (kalibar 76 mm). Saveznički tenkovi i dalje su bili manje vatrene moći od njemačkih, iako je bilo pokušaja s Challengerom i Shermanom Firefly ovaj nedostatak nije ispravljen jer iako su imali ugrađen 76 mm top, nisu bili dovoljno oklopljeni kako bi bili ravnopravni protivnici Tigera i Panthere. Novi tenk oznake A43 nazvan je Black Prince, po Edwardu, Princu od Walesa. Dizajn su uvelike diktirale dimenzije topa, pa je prema njemu projektirana kupola. Tenk je širi od Churchilla zbog šireg prstena kupole koji nije stao tijelo Churchilla. Najveća debljina oklopa je bila 152 mm kao i kod Churchilla VII, a motor je ostao isti. Zbog teže inačice podvozja i općenito veće mase, maksimalna brzina je bila 18 km/h. Dovršeno je šest prototipova do 1945. godine, ali je projekt obustavljen i dva razloga: zbog preslabog motora kojeg je trebao zamijeniti gotovo dvostruko jači benzinski Rolls-Royce Meteor snage 600 KS i zbog odluke da se daljnji razvoj britanskog tenka koncentrira na samo jedan tenk - višenamjenski Centurion. Samo je jedan primjerak ostao sačuvan u Bovington muzeju tenkova.

### Zajednički poslužitelj
|  | Zajednički poslužitelj ima još gradiva o temi Black Prince (tenk) |